# Joseph B. Ely
Joseph Buell Ely (22 février 1881 - 13 juin 1956) est un homme politique américain.